# Gare de Coudekerque-Branche
La gare de Coudekerque-Branche est une gare ferroviaire française des lignes d'Arras à Dunkerque-Locale et de Coudekerque-Branche aux Fontinettes, située sur le territoire de la commune de Coudekerque-Branche, dans le département du Nord, en région Hauts-de-France.
C'est une halte de la Société nationale des chemins de fer français (SNCF), desservie par des trains TER Hauts-de-France.

## Situation ferroviaire
Établie à 4 mètres d'altitude, la gare de Coudekerque-Branche est située au point kilométrique (PK) 303,394 de la ligne d'Arras à Dunkerque-Locale entre les gares de Bergues et de Dunkerque. Gare de bifurcation, elle est à l'origine de la ligne de Coudekerque-Branche aux Fontinettes, avant la gare de Grande-Synthe.

## Histoire

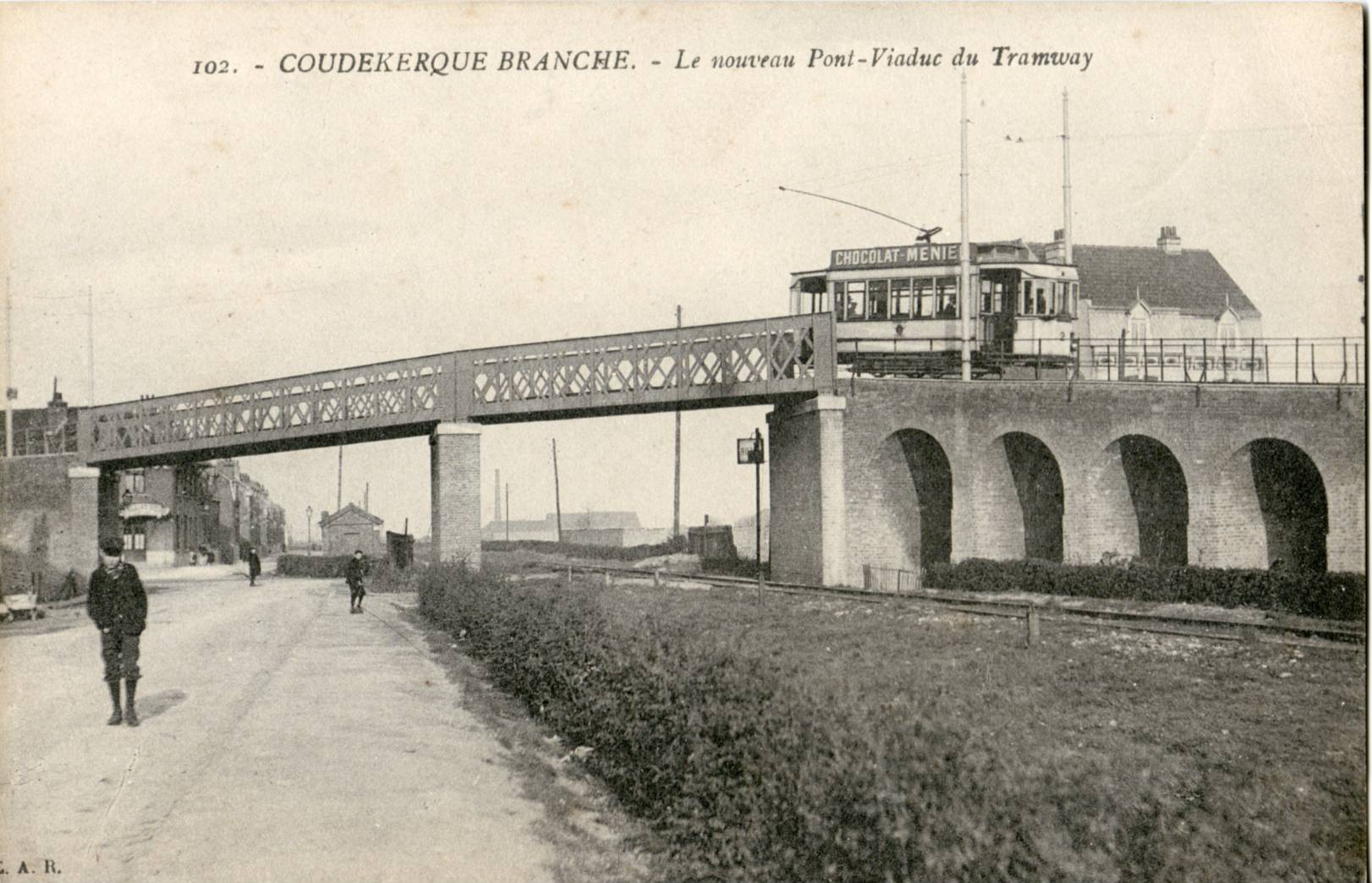
La gare fut desservie, au début du XX, par le tramway de Dunkerque, qui franchissait les voies par ce pont-viaduc

## Service des voyageurs

### Accueil

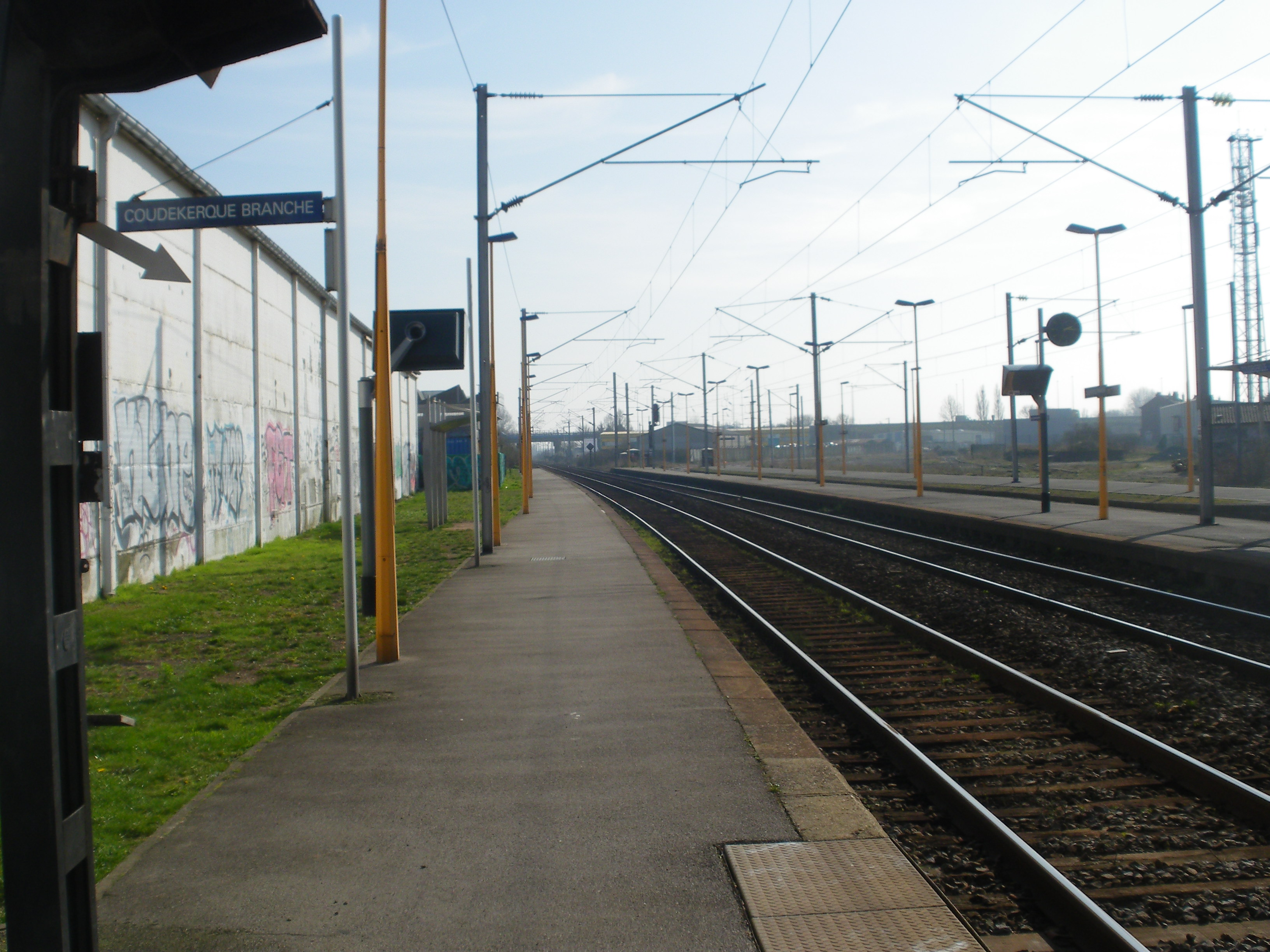
Vue de la halte.

Halte SNCF, c'est un point d'arrêt non géré (PANG) à accès libre. Elle est équipée d'automates pour l'achat de titres de transport.

### Desserte
Coudekerque-Branche est desservie par des trains TER Hauts-de-France qui effectuent des missions entre les gares : de Lille-Flandres, ou d'Hazebrouck, et de Dunkerque ; de Dunkerque et de Calais-Ville.

### Intermodalité
Un arrêt de bus du réseau urbain DK'Bus desservi par la ligne C5 est situé à proximité de la gare.